# Абашидзе, Георгий Асланович
Георгий Асла́нович Абаши́дзе (груз. გიორგი ასლანის ძე აბაშიძე; род. 1976) — бывший мэр Батуми (2000—2004). Сын Аслана Абашидзе, который являлся государственным и политическим деятелем Грузии.

## Биография

### Происхождение
Происходит из мусульманской ветви князей Абашидзе, которая с конца XVI века правила аджарцами под верховным руководством османского султана. В 1918—1921 годах его прадед Мемед Абашидзе, писатель и переводчик, стал председателем первого парламента (меджлиса) Аджарии, удержал Аджарию в составе Грузии, не допустив турецкой оккупации. В 1938 году, во время сталинских репрессий, Мемед Абашидзе был расстрелян, а его сын Ибрагим (за два месяца до рождения сына Аслана) был арестован и выслан в Сибирь. Бабушка — Шаэстер Бежанидзе происходила из аристократического рода, владевшего северной Аджарией.

### Образование
По приглашению одного из английских лордов получил образование в частной школе в Лондоне.

### Политическая деятельность
В 2000 году избран мэром Батуми, сменив Аслана Смирбу. В начале мая 2004, во время аджарского кризиса, по грузинско-российским договорённостям вместе с отцом был вывезен главой МИД РФ Игорем Ивановым в Москву. После смещения с поста мэра Батуми занимался строительным бизнесом в России, жил в Москве и Вене. В 2014 году вернулся с женой и детьми в Батуми.

### Семья
Женат, сын Георгий («Георгий III»), родился в 1991 году.
Мама Георгия Абашидзе — Магули Гогитидзе (1951—2003) — по профессии музыкант, была председателем Фонда культуры Аджарии и Аджарской региональной организации «Женщины Грузии — за мир и жизнь».